# Любовь земная
«Любо́вь земна́я» — советский широкоформатный художественный фильм, снятый в 1974 году режиссёром Евгением Матвеевым. Социальная мелодрама о жизни советской деревни 1930-х годов по мотивам романа Петра Проскурина «Судьба».
Продолжение фильма под названием «Судьба» снято в 1977 году.

## Сюжет
Председателю колхоза Захару Дерюгину далеко за тридцать, он женат и воспитывает четверых сыновей. Однако в его жизни случается поздняя любовь к молодой односельчанке Мане Поливановой. Параллельно развивается роман между сестрой Дерюгина, Катериной, и секретарём райкома партии Брюхановым.

## В ролях
- Евгений Матвеев — Захар Тарасович Дерюгин, председатель колхоза
- Зинаида Кириенко — Ефросинья Павловна, жена Дерюгина
- Ольга Остроумова — Мария Акимовна Поливанова, возлюбленная Дерюгина
- Валерия Заклунная — Катерина Тарасовна, сестра Дерюгина
- Юрий Яковлев — Тихон Иванович Брюханов, секретарь райкома
- Владимир Самойлов — Родион Яковлевич Анисимов, председатель сельсовета, бывший дворянин, тайный враг Советской власти
- Ирина Скобцева — Лизавета Андреевна, жена Анисимова
- Виктор Хохряков — Олег Максимович Чубарев, начальник строительства моторного завода
- Александр Потапов — Никита Бобок
- Валентина Ушакова — Анна Бобок
- Станислав Чекан — Павел Семёнович Кошев
- Муза Крепкогорская — Варвара Чёрная
- Валентин Брылеев — Куделин

- Юрий Леонидов — Тихомиров, начальник районного отдела НКВД
- Вадим Спиридонов — Фёдор Михайлович Макашин, бывший кулак
- Валентина Владимирова — Нина Ивановна, секретарь Брюханова
- Лидия Ольшевская — Авдотья, мать Захара
- Владимир Носик — Юрий
- Валентин Черняк — Куликов, новый председатель
- Александр Вигдоров — Дмитрий Акимович Поливанов, брат Мани
- Владимир Плотников — Кирьян Акимович Поливанов, брат Мани
- Николай Юдин — дед Макар Поливанов
- Александр Лебедев — Семён
- Валентина Клягина — Надежда
- Николай Викулин — Иван Захарович Дерюгин
- Николай Бармин — член бюро райкома
- Алексей Бахарь — сотрудник НКВД
- Иван Бондарь — Прохор
- Зоя Василькова — Емельянова
- Владимир Гуляев — Смирнов, член райкома
- Анатолий Дегтярь — снабженец
- Зоя Исаева — колхозница
- Александр Лукьянов — колхозник
- Иван Матвеев — колхозник
- Юрий Мартынов — член райкома
- Григорий Михайлов — работник строительства
- Виктор Маркин — эпизод
- Дмитрий Орловский — член райкома
- Владимир Пицек — вызванный на бюро райкома
- Николай Сморчков — Василий Семёнович, прораб
- Любовь Соколова — член райкома
- Виктор Уральский — мужчина в приёмной
- Роман Филиппов — Батурин, директор цементного завода
- Виктор Шульгин — член райкома

## Съёмочная группа
- Режиссёр-постановщик — Евгений Матвеев
- Авторы сценария — Пётр Проскурин, Валентин Черных, Евгений Матвеев
- Операторы-постановщики — Геннадий Цекавый, Виктор Якушев
- Художник-постановщик — Семён Валюшок
- Композитор — Евгений Птичкин
- Звукооператор — Игорь Майоров
- Текст песен — Роберт Рождественский
- Комбинированные съёмки:

- оператор — Александр Ренков
- художник — Зоя Морякова

- Директор картины — Анатолий Миронов

## Песни
В фильме звучат: «Даль великая» (исп. Иосиф Кобзон), «Сладка ягода» (исп. Мария Пахоменко) и «Рябина» («Что шумишь, качаясь…») на слова Ивана Сурикова.